# Shamokin
Shamokin è un comune (city) degli Stati Uniti d'America, situato nello stato della Pennsylvania, nella contea di Northumberland.
Il 22 settembre 1883 la locale chiesa cattolica parrocchiale di Sant'Edoardo fu la prima chiesa al mondo a essere illuminata con la luce elettrica. Thomas Edison aveva stabilito a Shamokin una centrale elettrica l'anno precedente.